# Musée historique du Madawaska
Le musée historique du Madawaska est un musée d'histoire canadien situé sur le campus de l'Université de Moncton à Edmundston. Il compte une exposition permanente sur l'histoire de la région, une exposition sur les artistes locaux et des expositions temporaires. 

## Historique
Le musée a été mis sur pied par différents groupes locaux, dont la Société historique du Madawaska, le Conseil consultatif du Musée historique du Madawsaka, l'Université de Moncton et la ville d'Edmundston ainsi que l'Administration des Ressources historiques du Nouveau-Brunswick et les Musées nationaux du Canada. 
Une partie de la collection a été amassée par le médecin Paul Carmel Laporte, qui avait fondé le musée Laporte à l'Université en 1944.